# Бътлър (окръг, Пенсилвания)
Вижте пояснителната страница за други значения на Бътлър.
Окръг Бътлър (на английски: Butler County) е окръг в щата Пенсилвания, Съединени американски щати. Площта му е 2059 km², а населението - 187 108 души (2017). Административен център е град Бътлър.